# アポロ12号
アポロ12号はアメリカ合衆国のアポロ計画における6番目の飛行であり、H計画と呼ばれる月面への着陸を行う2度目の飛行であった。

## 概要
フロリダ州のケネディ宇宙センターから発射されたのは1969年11月14日のことで、アポロ11号から4ヶ月後のことだった。船長ピート・コンラッド (Pete Conrad) と月着陸船操縦士アラン・ビーン (Alan Bean) は1日と7時間にわたって月面で船外活動を行い、その間司令船操縦士リチャード・ゴードン (Richard F. Gordon, Jr.) は月周回軌道上にとどまっていた。着陸船の月面での着陸地点は、嵐の大洋の南部であった。
史上初の月面着陸を行った11号とは違い、コンラッドとビーンは1967年4月20日にサーベイヤー3号が着陸した目標地点に正確に降り立った。この飛行ではアポロ計画で初めてカラーのテレビカメラが携行されたが、ビーンが誤って太陽にレンズを向けたために機器が故障し、中継には失敗した。船外活動は2回行われ、そのうちの1回で飛行士はサーベイヤーから機器を取り外し、地球に持ち帰った。宇宙船は11月24日に無事着水し、計画は成功裏に終了した。
基本的にアポロ11号に用いられたハード、ソフトともに同様のものであるが、発射前の記者会見では、11号で問題となった「能力がいっぱいになって一時的に使用不能となった」コンピューターシステム、余裕のなかった燃料搭載量については改善が行われたとのコメントが得られている。

## 搭乗員
| 地位           | 飛行士                                                         | 飛行士                                                         |
| -------------- | -------------------------------------------------------------- | -------------------------------------------------------------- |
| 船長           | ピート・コンラッド (Pete Conrad) 三回目の宇宙飛行              | ピート・コンラッド (Pete Conrad) 三回目の宇宙飛行              |
| 司令船操縦士   | リチャード・ゴードン (Richard F. Gordon, Jr.) 二回目の宇宙飛行 | リチャード・ゴードン (Richard F. Gordon, Jr.) 二回目の宇宙飛行 |
| 月着陸船操縦士 | アラン・ビーン (Alan Bean) 一回目の宇宙飛行                    | アラン・ビーン (Alan Bean) 一回目の宇宙飛行                    |

### 予備搭乗員
| 地位                                             | 飛行士                                   | 飛行士                                   |
| ------------------------------------------------ | ---------------------------------------- | ---------------------------------------- |
| 船長                                             | デイヴィッド・スコット (David Scott)     | デイヴィッド・スコット (David Scott)     |
| 司令船操縦士                                     | アルフレッド・ウォーデン (Alfred Worden) | アルフレッド・ウォーデン (Alfred Worden) |
| 月着陸船操縦士                                   | ジェームズ・アーウィン (James Irwin)     | ジェームズ・アーウィン (James Irwin)     |
| この予備搭乗員たちは、後にアポロ15号で飛行した。 |                                          |                                          |

### 支援飛行士
- ジェラルド・カー (Gerald P. Carr)
- エドワード・ギブソン (Edward Gibson)
- ポール・ウェイツ (Paul J. Weitz)

### 飛行主任
- ジェリー・グリフィン (Gerald D. Griffin)、金チーム主任
- ピート・フランク (Pete Frank)、オレンジチーム主任
- クリフ・チャールスワース (Cliff Charlesworth)、緑チーム主任
- ミルトン・ウィンドラー (Milton Windler)、栗色チーム主任

## 諸数値
- 着水点：W[3]南緯3度00分45秒 西経23度25分18秒 / 南緯3.01239度 西経23.42157度

### 司令・機械船—着陸船ドッキング
- ドッキング切り離し：1969年11月19日 – 04:16:02 UTC
- 再ドッキング：1969年11月20日 – 17:58:20 UTC

### 船外活動

#### 第1回船外活動 1969年11月19日 11:32:35 UTC
- コンラッド — 船外活動1
- 活動開始：11:44:22 UTC
- 着陸船帰還：15:27:17 UTC

- ビーン — 船外活動1
- 活動開始：12:13:50 UTC
- 着陸船帰還：15:14:18 UTC

#### 第1回船外活動終了 11月19日 15:28:38 UTC
- 活動時間：3時間56分03秒

#### 第2回船外活動 1969年11月20日 03:54:45 UTC
- コンラッド — 船外活動2
- 活動開始：03:59:00 UTC
- 着陸船帰還：07:42:00 UTC

- ビーン — 船外活動2
- 活動開始：04:06:00 UTC
- 着陸船帰還：07:30:00 UTC

#### 第2回船外活動終了 11月20日 07:44:00 UTC
- 活動時間：3時間49分15秒

## 主要な任務

### 発射から月遷移軌道まで

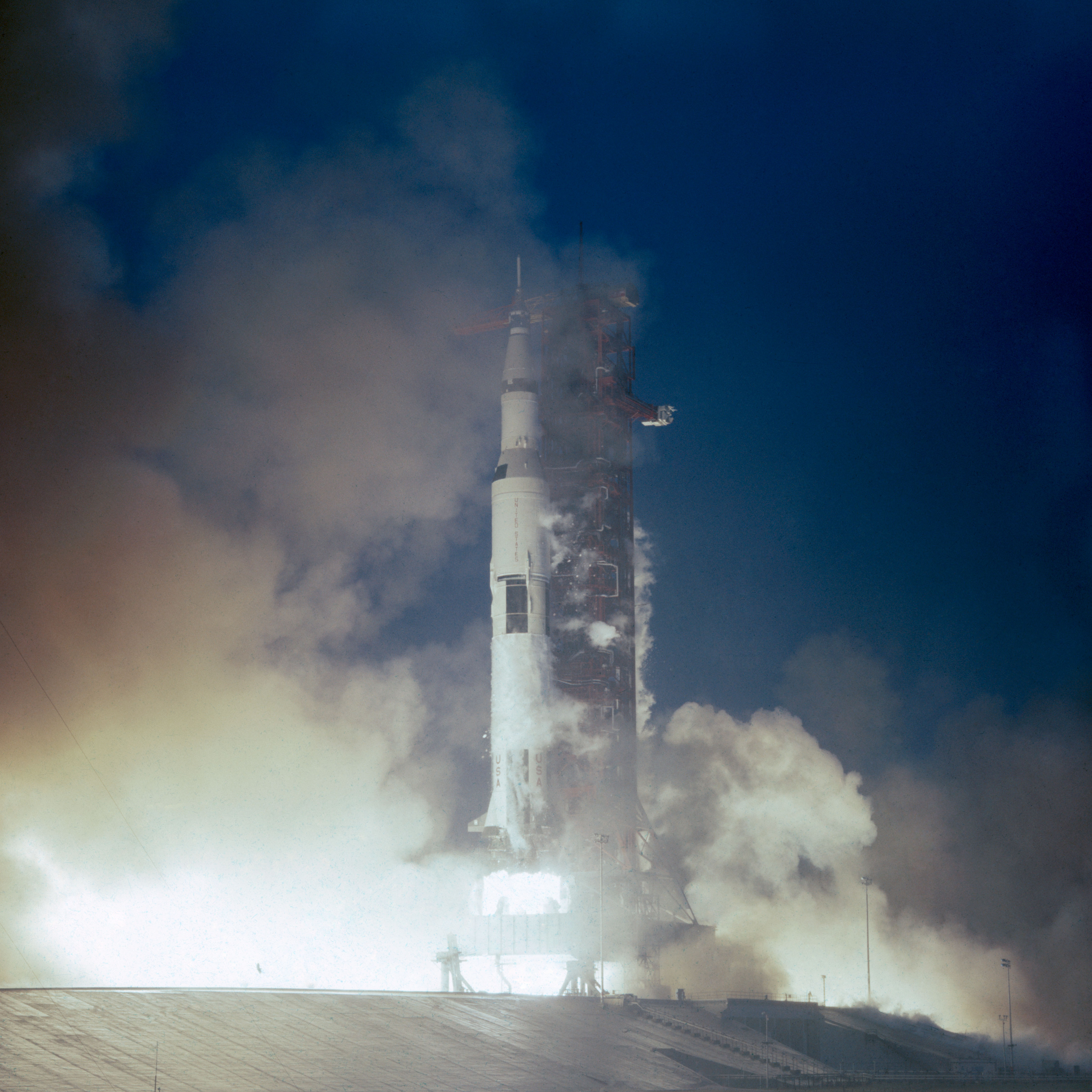
ケネディ宇宙センターから発射される12号。1969年11月14日

12号は暴風雨の中、ケネディ宇宙センターから予定通りの時刻に発射された。発射場には現職の大統領であるリチャード・ニクソン (Richard Nixon) が駆けつけていたが、これは史上初めてのことであった。発射から36.5秒後、機体を雷が直撃した。電流はロケットの排煙を伝わり、地面に放電された。機械船の燃料電池のブレーカーはこのとき誤って過負荷を検知し、三つの電池すべてと司令・機械船の機器のほとんどを遮断させた。さらに52秒後にも二度目の落雷を受け、「8ボール」式の姿勢指示器が停止してしまった。管制センターに送られてくる遠隔測定のデータは完全に混乱してしまったが、サターン5型ロケットに搭載されている自動飛行制御装置は影響を受けなかったため、ロケットは正常に飛行を続けた。
燃料電池が3つとも停止したことで宇宙船は完全に緊急用電池に頼らざるを得なくなったが、これは平常時の28ボルトの電圧を発射時の75アンペアという高負荷に保たせることができるものではなかったため、インバータの一つが停止した。この電源トラブルにより計器盤のすべての警告灯が点灯してしまい、ほとんどの機器が「故障」したとの表示がされた。
NASAの伝説的な古参の管制官で、宇宙船への電力や酸素の供給の監視を担当する、「鋼鉄の目を持つミサイル屋」の異名を持つジョン・アーロン (John Aaron) はこのとき、アポロ計画の初期に行われたある試験の結果をおぼえていた。その試験とは、信号調整装置 (Signal Conditioning Equipment, SCE) に電力が送られなくなった状況を再現するものであった。SCEとは、機器から送られてくる一連の信号を宇宙船の計器盤や遠隔測定の符号器に表示するため、標準の電圧に変換するものである。
アーロンは「SCEを補助に切り替えろ」と無線で呼びかけた。これはSCEの電源を予備のものに切り替える操作だったが、かなり分かりづらいものであったため、飛行主任のジェラルド・グリフィン (Gerald Griffin)、宇宙船通信担当官 (Capsule communicator, CAPCOM) のジェラルド・カー (Gerald Carr)、船長のコンラッドらは、すぐにその意味を理解することができなかった。その中で司令船のいちばん右端の席に座っていた着陸船操縦士のビーンだけは、同じような状況を再現した一年前の訓練で、SCEの切り替え操作をしたことをおぼえていた。アーロンの素早い対応と、ビーンが対処方法を記憶していたことにより、緊急脱出用ロケットを作動させて飛行を中止する事態に陥るのは免れることができた。その後ビーンが燃料電池を再起動させ、遠隔測定のデータも復帰したため、発射は無事に続行した。待機軌道に乗ると、飛行士たちは遷移軌道投入のためのサターンロケット第三段S-IVBの再点火に備えて、宇宙船を念入りに点検した。落雷は結局、宇宙船には何ら深刻なダメージを与えてはいなかった。
実はこのとき管制室では、落雷で司令船のパラシュート展開装置の一部が誤って点火してしまったのではないかと懸念していた。もしそうなっていたら、パラシュートを開くための爆発ボルトが作動しなくなり、司令船は太平洋に叩きつけられ三人の飛行士は間違いなく即死することになる。だがこの時点においては本当に点火したのかどうかを確かめる手段はなく、また点火していたと確認できたとしても対処の方法があるわけでもないため、管制室はこの懸念を飛行士には伝えないことに決定した。結局、パラシュートは飛行の最後に正常に展開し、飛行士たちは無事太平洋に着水した。
第三段S-IVBは着陸船を切り離した後、 太陽を周回する軌道に投入されることになっていた。地上からの指令で補助推進装置に点火し、タンク内に残った燃料を放出して速度を落とし、月の後縁を通り過ぎるように軌道が変更された (アポロ宇宙船は常に前縁を通る軌道で月に接近していた)。これによって月の重力によるスイングバイ効果を受けて速度が上昇し、太陽を回る軌道に乗るはずだったのだが、このときロケットの自動飛行制御装置の中で状態状態ベクトルに小さなエラーが発生した。その結果、月面を通過するときの高度が予定よりも高くなりすぎてしまい、地球脱出速度に到達することができなかった。最終的にS-IVBは1969年11月18日に月を通り過ぎた後、暫定的な地球周回軌道に残ることになった。1971年に一時地球周回軌道から脱出したが、31年後の2002年には再び地球の重力にとらえられた。同年9月3日、香港出身のアマチュア天文学者楊光宇 (William Kwong Yu Yeung) によって発見され人工物であることが確認されるまでは、暫定的にJ002E3の小惑星番号が与えられていた。

### 月面着陸

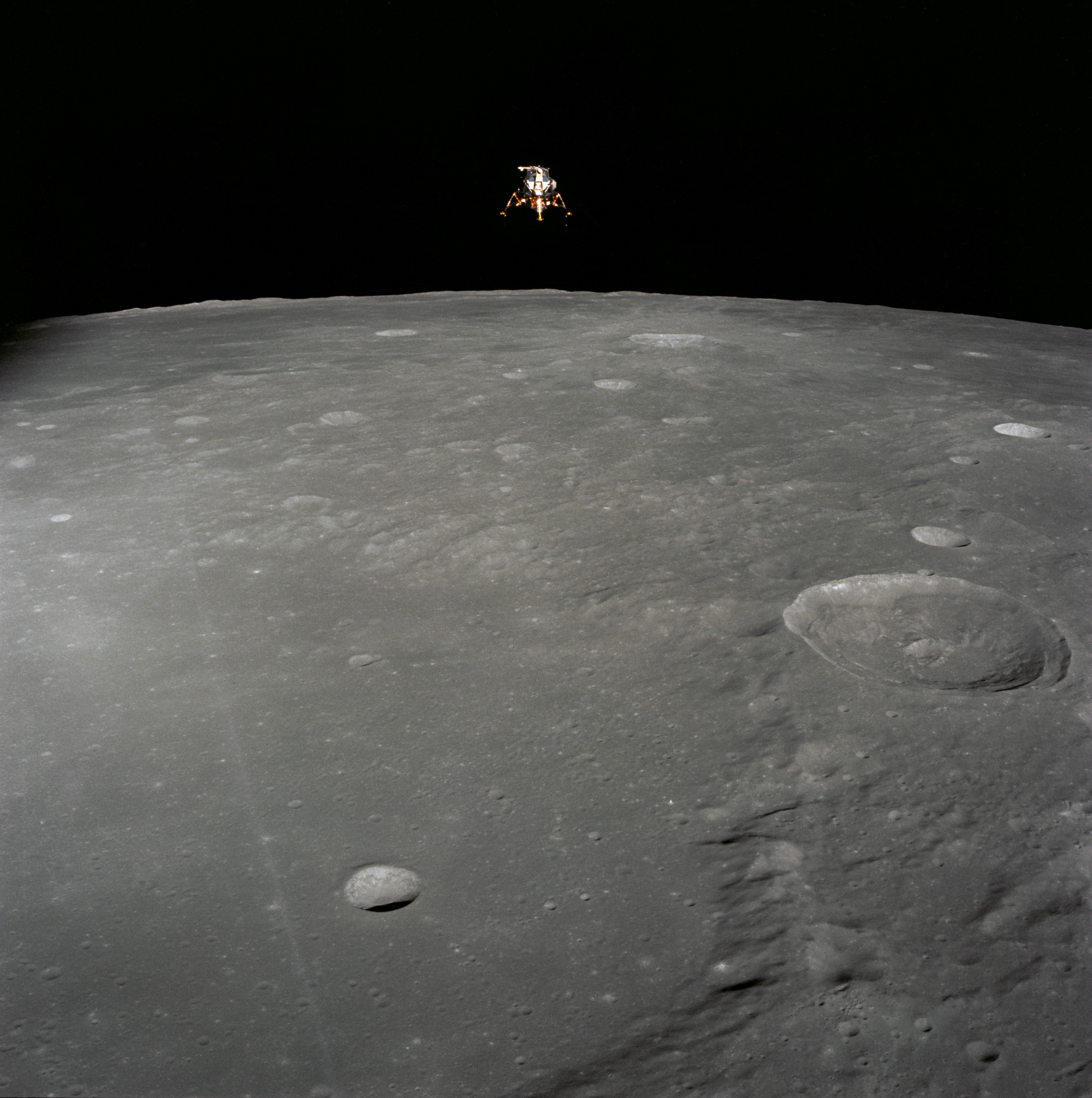
月上空を飛行する着陸船

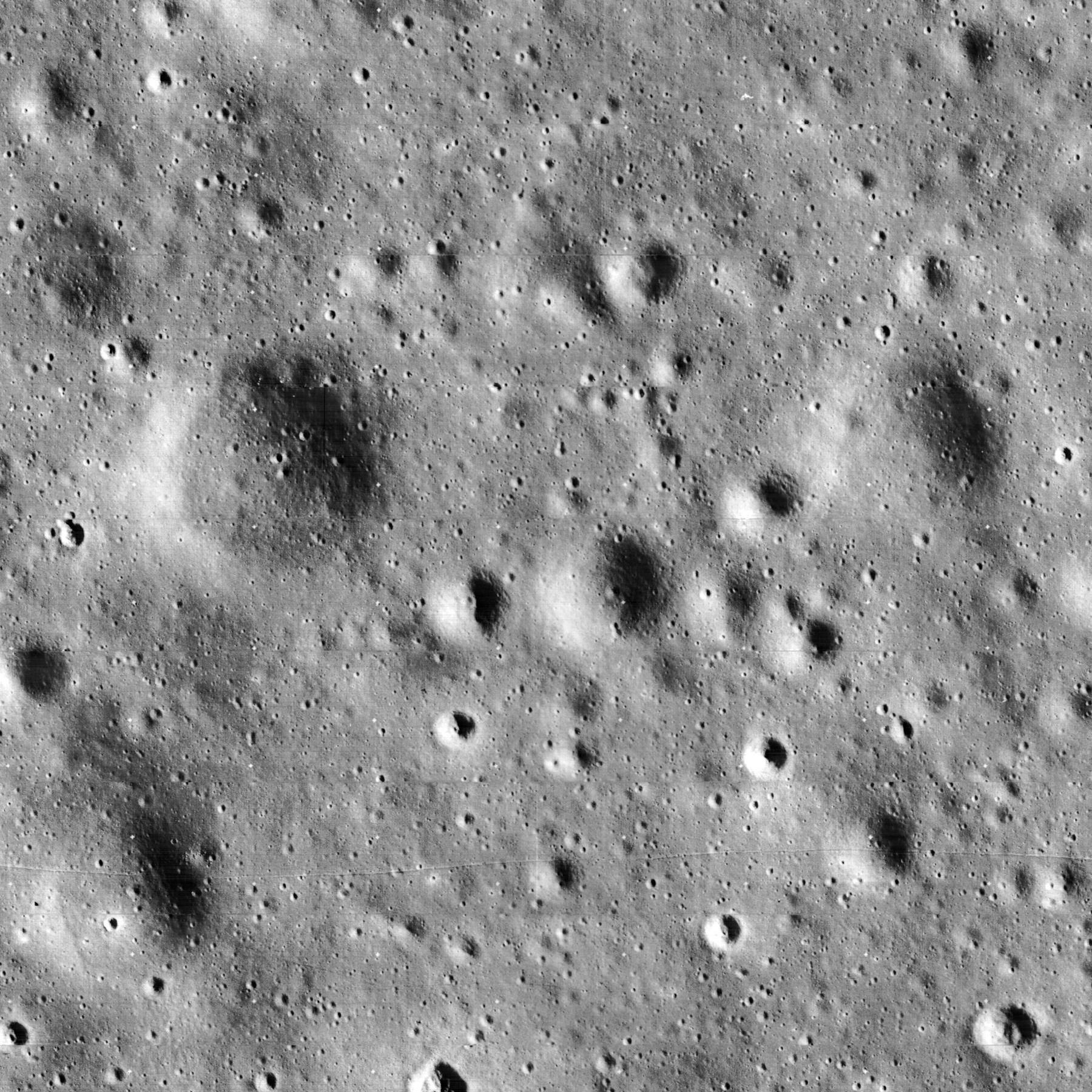
ルナ・オービター3号が撮影した、月面の高解像度画像。画面中央付近が12号の着陸地点。写真で示されている部分の大きさは、およそ1.75×1.75km

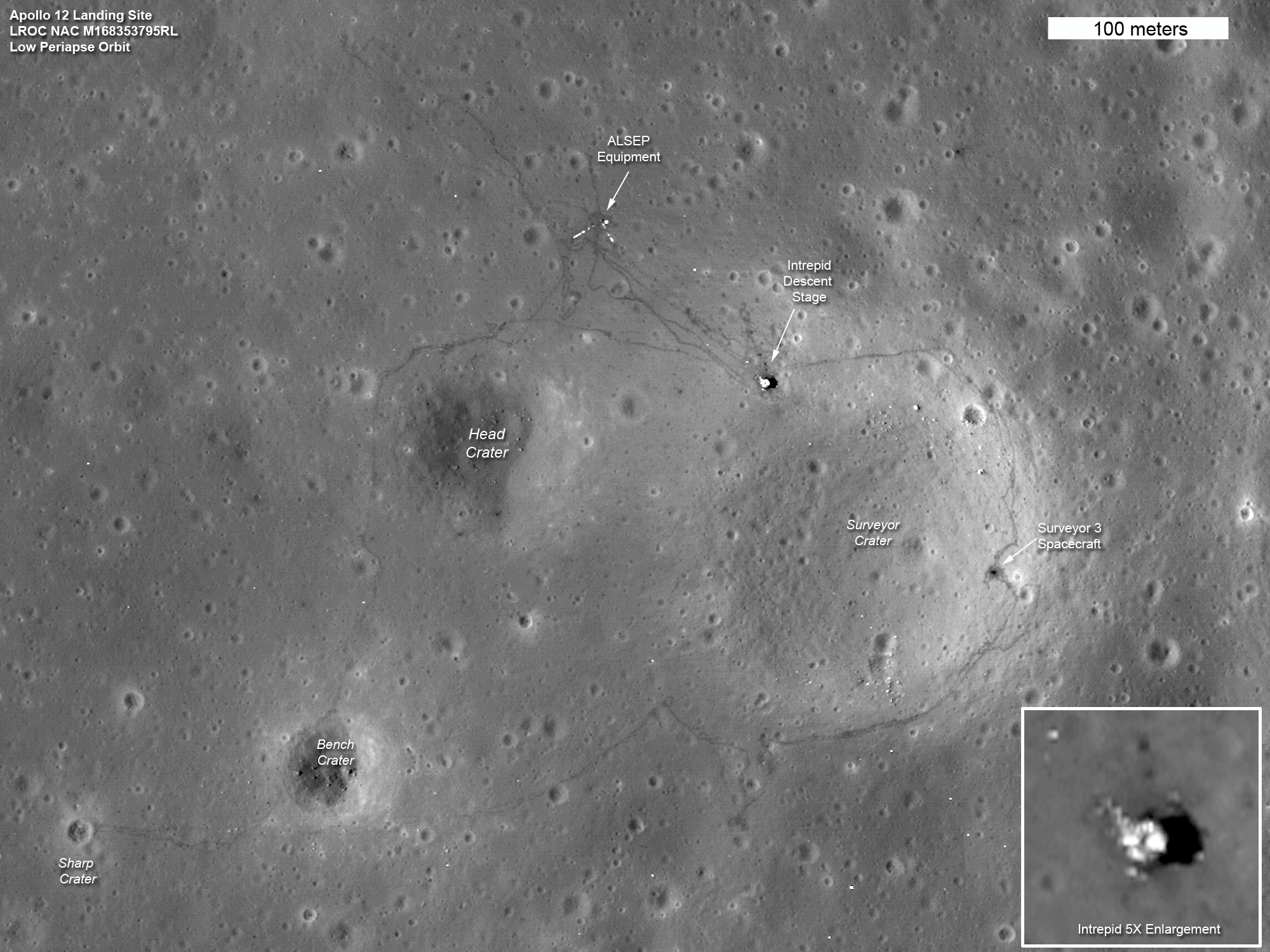
ルナー・リコネサンス・オービターが2011年に撮影した12号の着陸地点付近

着陸船「イントレピッド」は1969年11月19日、嵐の海に着陸した。この地点にはそれ以前にも、ルナ5号、サーベイヤー3号、レインジャー7号などいくつかの無人探査機が到達していた。国際天文学連合はこの地域を「既知の海 (Mare Cognitum)」と命名した。着陸地点の月面座標は南緯3.01239°、西経23.42157°で、その後月面地図には「Statio Cognitum」と登録されることになっていた。コンラッドとビーンは自分たちが降り立った場所に公式に名前を与えることは特にしなかったが、コンラッドは着陸地点を個人的に「ピートの駐車場 (Pete's Parking Lot)」と呼んでいた。
12号のこの二度目の月面着陸は、今後のアポロ計画で必要となるであろう「目標地点への正確な到達」の演習でもあった。降下のほとんどは自動で行われ、コンラッドが操作したのは最後の数百フィートの操縦だけだった。11号では着陸地点に大きな岩が散在していたため、ニール・アームストロング (Neil Armstrong) 船長はコンピューターが目標に定めていた予定飛行経路に着陸船を合わせるため手動で制御しなければならなかったが、12号は当初に目標に定めていた地点に着陸することに成功した。そこは1967年4月に探査機サーベイヤー3号が降り立った地点から、歩いて行けるほどの距離だった。人類がかつて打ち上げた探査機と地球以外の世界で「再会」するのは、後にも先にもこれが唯一の例であった。
イントレピッドが着陸したのは、実際には「ピートの駐車場」よりも580フィート (177メートル) 手前の地点だった。これは目標地点の凹凸が予想よりも激しいように見られたため、コンラッドが最終段階で急遽着陸地点を変更したからであった。当初イントレピッドは、降下用エンジンの排気ガスで巻き上げられた月面の砂がサーベイヤー3号を覆ってしまうことを防ぐため1,180フィート (360メートル) 離れた地点に着陸することになっていたのだが、コンラッドの操作により実際の距離は600フィート (183メートル) に縮まり、3号は高速度の砂埃に吹きさらされることになった。後に判明したところでは、この砂埃はむしろサーベイヤーを覆っていた塵を吹き飛ばす結果になった。最初に飛行士が観測したとき、3号はもともと薄い塵の層に覆われていたため薄褐色に見えていた。その後飛行士が近づいて見てみると、着陸船の排気ガスにさらされた部分は塵が吹き飛ばされ、元の色である白に近くなっていたのである。

### 船外活動
コンラッドが月面に降り立ったときの第一声は、「ウヒョー！ (Whoopie!)、ニールにとっては小さな一歩だったかもしれないが俺にとっては大きな一歩だぜ！」であった。これは即興で言った発言ではなかった。彼はジャーナリストのオリアーナ・ファラーチと、月面に立った瞬間にこの発言をするかどうかで500ドルの賭けをしていたのである。ファラーチは11号のニール・アームストロング船長の「これは一人の人間にとっては小さな一歩だが、人類にとっては偉大な飛躍である」という発言があまりにも優等生すぎるとして、NASAが事前にそう言うように指示していたのではないかと疑っていた。コンラッドの発言は、大柄なアームストロングと身長160cm台の自分とを掛けたジョークでもあった。コンラッドが後に語ったところによると、彼はついにファラーチから賭け金を取ることはできなかった。
12号では月面からの映像の質を向上させるために、11号で使われたようなモノクロではなくカラーのテレビカメラを持って行った。船体に取り付けられたこのカメラは着陸からコンラッド達が月面に降り立つ姿もしっかり捉えたが、着陸後にビーンが予定の設置場所である着陸船の近くにカメラを移動させ置こうとしたとき誤ってレンズを太陽に向けたため、撮像管が壊れてしまった。当初は画面の端で僅かに映像は捉えられていたが、あろう事かビーンはこれを叩いて直そうとしたため完全にとどめを刺す形になってしまった。結果、月面からのカラー中継というこの計画の最大の眼目は、開始直後に頓挫してしまうこととなった。余談だが、着陸後この事件が起こるまでの間にこのカメラが捉えていた中継映像にはコンラッドが適当に発したスキャットのような鼻歌が入り込んでいる。
12号はサーベイヤー3号まで歩いて行けるほどの距離に着陸することに成功し、コンラッドとビーンは3号の機器の一部を取り外して分析のために地球に持ち帰った。このときストレプトコッカス・ミチス (Streptococcus mitis) というバクテリアが発射前に3号のカメラに偶然付着し、月面での過酷な環境を2年半も生き延びて再び地球に持ち帰られたと言われているが、これはいまだ検証されていない。
コンラッドとビーンは岩石を採取するとともに、月の地震の頻度・太陽風の流量・磁場などを測定する機器と、地球との中継器などを月面に設置した。それらの機器は12号ではじめて飛行士によって設置された「アポロ月面実験装置群 (Apollo Lunar Surface Experiments Package, ALSEP)」と呼ばれるもので、原子力によって作動し、月面での観測結果を長期間にわたって地上に送信するものである。11号でも観測機器は月面に置かれたが、長期間作動するようには設計されていなかった。飛行士たちはまた写真撮影も行ったが、ビーンは誤ってフィルムの何巻かを月面に置き忘れてしまった。一方で司令船「ヤンキー・クリッパー」で月を周回していたゴードンは、マルチスペクトルカメラで月面を撮影した。
着陸船イントレピッドの下降段に取りつけられていた銘板は、いくつかの点でアポロの他の飛行のものに比べて独特なものだった。まず (a) 地球に関する記述がなかった、そして (b) 構成が違っていた (他の飛行のものでは光沢のあるステンレスの地に黒字で文字が書かれていたのに対し、12号では地の板を平らに磨き上げた上に光沢のあるステンレスで文字が書かれていた)、という点である。

### 帰還

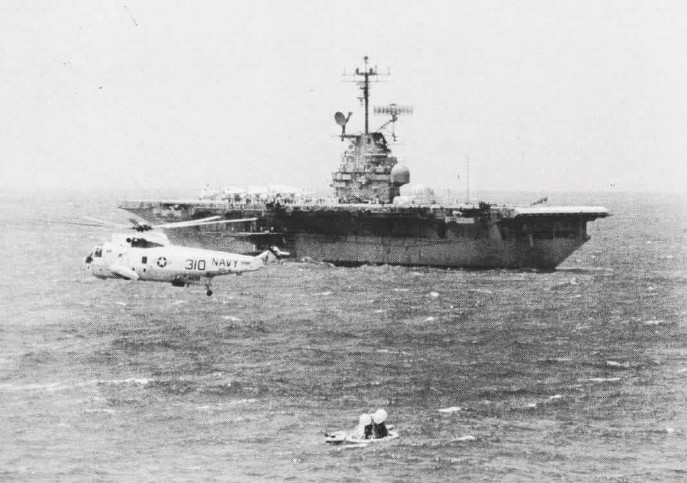
USSホーネットに回収される12号

イントレピッドの上昇段はコンラッドとビーンが軌道上で待機する司令船と再ドッキングした後、(通常の手順に従い) 意図的に高度を落とされ、1969年11月20日に月面上南緯3度56分 西経21度12分 / 南緯3.94度 西経21.20度に激突した。飛行士たちが月面に設置した地震計は、この衝撃で1時間以上にわたって振動が続くのを記録した。
彼らはその後さらに1日ほど月の上空を周回し続け、月の写真を撮った。月面での総滞在時間は31.5時間、軌道上での総滞在時間は89時間だった。
地球への帰還の途中で12号の飛行士たちは日食を目撃し、その写真を撮影した。これは地球が太陽を覆い隠すことによって発生した現象であった。

### 着水
司令船「ヤンキー・クリッパー」は1969年11月24日20:58UTC（米東部標準時3:58、ハワイ・アリューシャン標準時10:58）、太平洋上アメリカ領サモア東方約500マイル（800キロメートル）に帰還した。着水の際、16mmフィルムのカメラが収納庫から崩れ落ちてビーンの額を直撃した。彼は後で6針縫う裂傷を負い 、軽い脳震盪を起こして一瞬気を失った。飛行士たちは空母USSホーネットに回収された後は式典のためにサモア諸島タフナ (Tafuna) のパゴパゴ国際空港に送られ、その後はC-141輸送機でハワイに送還された。

## 冗談と記念品
- コンラッドとビーンは、サーベイヤー3号と2人が一枚に収まった写真を撮るために、セルフタイマー装置を密かに持ち込んでいた。このタイマーは標準装備されるものではなかったが、こんな写真を撮れば後になって見た者はどうやってそれを撮影したのかわからなくなり、混乱させることができると考えたのである。しかし月の石を入れたバッグからタイマーを見つけることが出来なくなり、この計画は実行できなかった。
- 帽子コレクターとして有名だったコンラッドは宇宙服の上からかぶれる野球帽を作り、月面でそれをかぶることを計画したが、出来上がった巨大な野球帽を着陸船内にこっそり持ち込むことは不可能だったため、断念した。
- 全員が海軍出身の本搭乗員と全員が空軍出身の予備搭乗員たちの間では、ライバル心を発揮して様々ないたずらが行われた。その中の一つに、月面で使うチェックリストの中に雑誌『プレイボーイ』の写真を忍ばせるというものがあった。このチェックリストは宇宙服に取りつけられているもので、予備搭乗員たちはこの中にプレイメイトの縮小版の写真を紛れ込ませ、コンラッドとビーンが最初の船外活動をするときに驚かせてやろうとしたのである。Apollo Lunar Surface Journal website (アポロ月面ジャーナルウェブサイト)では、宇宙服の袖口のチェックリストにこれらの写真が見えているところがPDFファイルで収められている[19]。コンラッドのチェックリストに見えているのは1967年度ミス9月のアンジェラ・ドリアン (Angela Dorian) とミス10月のレーガン・ウィルソン (Reagan Wilson) で、ドリアンの写真には「何か気になる丘と谷間に見えた？ (SEEN ANY INTERESTING HILLS & VALLEYS ? 丘と谷間は女性の肉体を象徴している)」、ウィルソンの写真には「(あなたを) つなぎ止めるお好みのパートナー (PREFERRED TETHER PARTNER)」のキャプションが書かれている。ウィルソンの写真が貼られてあるのは、生命維持装置を共有する際に必要な手順について書かれた部分である。一方ビーンのチェックリストに見えているのは1968年度ミス12月のシンシア・マイヤーズ (Cynthia Myers) と1969年ミス1月のレスリー・ビアンチーニ (Leslie Bianchini) で、マイヤーズには「忘れないで—その隆起を説明して (DON'T FORGET - DESCRIBE THE PROTUBERANCES、隆起とはいわゆる『もっこり』のこと)」、ビアンチーニには「彼女の行動を調査しろ (SURVEY - HER ACTIVITY)」と書かれている。ビアンチーニの「SURVEY」は、サーベイヤー (Surveyor) にひっかけたものである[20][21]。このいたずらをした予備搭乗員たちは、後にアポロ15号で飛行した。またコンラッドのチェックリストの後ろには、2ページにわたって難解な地質学の学術用語がつけ足されているというもう一つのいたずらが仕掛けてあった。それを読み上げると、地上の管制官たちは彼があたかも地質学の高度な専門家であるかのように思うはずであった。一方で月の上空で待機していたゴードンも、プレイボーイの「被害」を免れることはできなかった。仲間が月面で活動している最中に船内のロッカーを開けたところ、1967年度ミス8月のデデ・リンド (DeDe Lind) をモデルにした1969年11月のカレンダーが紛れ込んでいたのである。2011年、ゴードンはそのカレンダーを競売にかけた。「RRオークション」でつけられた値段は、12,000–15,000ドルであった[22][23]。またゴードンのカレンダーはカラーであったのに対し、月面のチェックリストに仕掛けられていた写真は白黒だったのだが、1998年のテレビドラマ「フロム・ジ・アース/人類、月に立つ (From the Earth to the Moon)」では月面の写真もカラーにされていた。
- 司令船への帰還時、ゴードンは月面の砂塵にまみれた着陸組2人に対し「俺のクリーンな司令船が汚れる!」と言い入船を拒否、結局2人は着陸船の中で宇宙服も下着も脱ぎ捨て全裸で司令船に戻ることを余儀なくされた。
- 彫刻家のフォーレスト・マイヤース (Forrest Myers) は、着陸船イントレピッドの脚の中に「月の博物館 (Moon Museum)」という数センチ四方の作品を忍び込ませてあると主張している。彼によれば、最初は公式にNASAに申し出たのだがうまくいかなかったため、グラマン社の無名の技術者に協力してもらって成し遂げたとのことである[24]。
- ビーンは宇宙飛行士の銀の階級章を、記念品として月面に置いていった[9]。これは訓練は成し遂げたものの、まだ宇宙を飛んでいない飛行士たちのためのものであり、ビーンはそれを6年間身につけていた。彼はこの飛行が成功裏に終われば金の階級章を得ることになっていたため、古いものはその後は必要がなくなると感じていた[9]。月面で、ビーンは銀の階級章をクレーターの中に投げ入れた。これは軍のパイロットたちに伝わる、古い階級章を捨てるときの儀式の延長として行われたものだった。

## 計画の記章
12号の計画の記章は、飛行士たちの海軍軍人としての経歴を反映している。飛行当時、3人はすべて海軍の中佐であった。月面を訪れる大型帆船 (クリッパー) は、司令船「ヤンキー・クリッパー」を表している。船は炎の航跡を引き、マストの上にはアメリカの国旗がはためいている。計画名「APOLLO XII」と飛行士の名前は太い金線の中に書かれ、青で縁どりがされている。金と青はアメリカ海軍の伝統色である。記章の中には4つの星が描かれている。そのうちの3つは飛行士たちを表し、残りの1つは海軍パイロットで宇宙飛行士の クリフトン・ウィリアムズ (Clifton Williams) を表している。ウィリアムズは1967年10月5日、T-38練習機で飛行中に機器が故障して機体が制御不能になり死亡した。彼はアポロ9号の予備搭乗員としてコンラッドやゴードンと訓練を共にし、12号では月着陸船の操縦士を務めることになっていた。

## 宇宙船の現在の状態

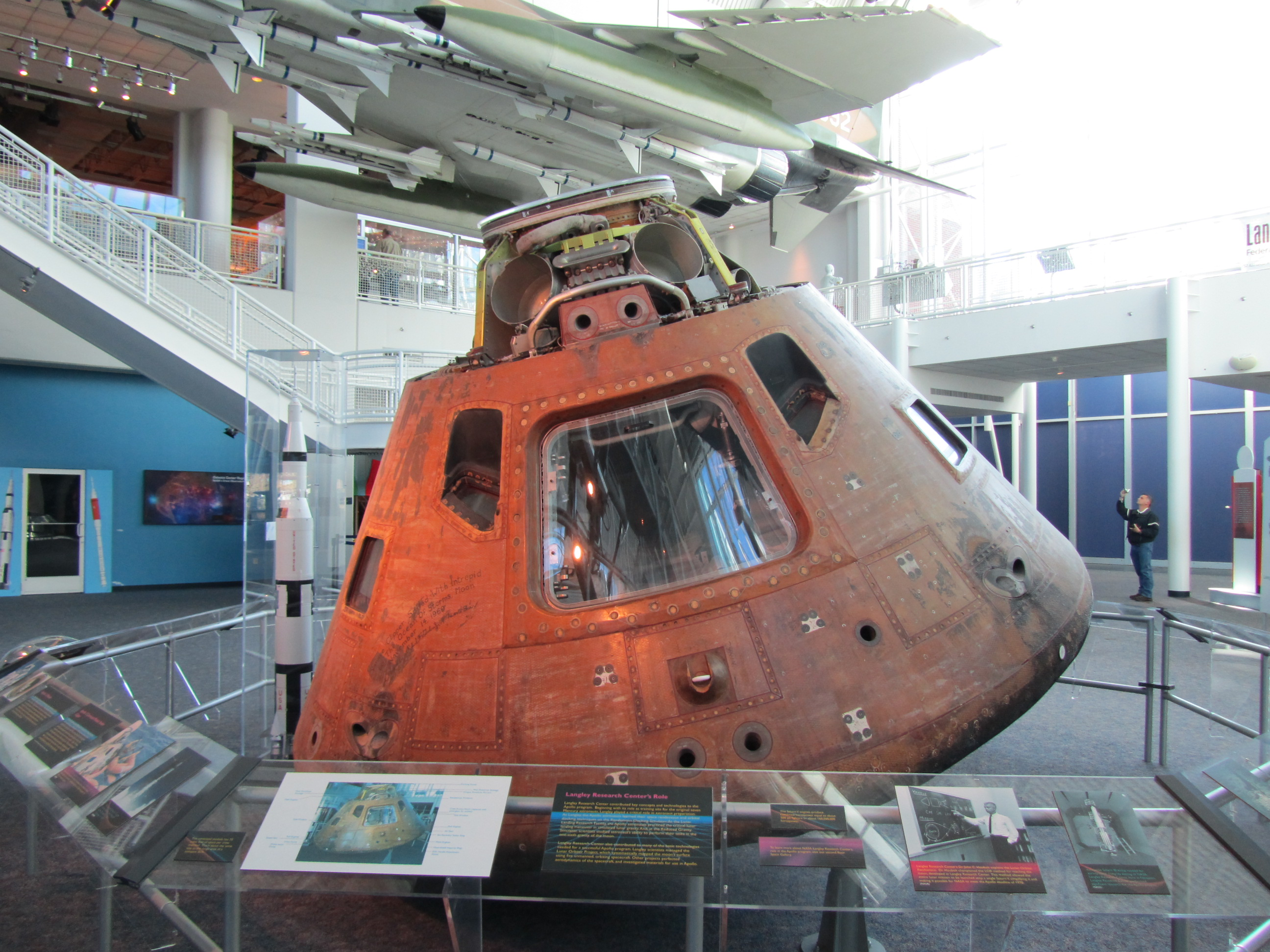
ヴァージニア州ハンプトンのヴァージニア航空宇宙センターに展示されている12号の司令船ヤンキー・クリッパー

12号の司令船「ヤンキー・クリッパー」は、ヴァージニア州ハンプトンのヴァージニア航空宇宙センターに展示されている。
2002年、天文学者たちは地球を周るもうひとつの「月」を発見した。それはJ002E3の小惑星番号が与えられ、後に12号のサターン5型ロケット第三段であることが判明した。
着陸船イントレピッドの上昇段は、1969年11月20日22時17分17秒07 (米東部標準時5時17分) に月面上南緯3度56分 西経21度12分 / 南緯3.94度 西経21.20度に激突した。
2009年、ルナー・リコネサンス・オービター (Lunar Reconnaissance Orbiter, LRO) は12号の着陸地点を撮影した。写真ではイントレピッドの下降段、観測機器 (ALSEP)、サーベイヤー3号、飛行士の足跡などがすべて見て取ることができる。2011年、LROはさらに高解像度の写真を撮影するため高度を下げて再び着陸地点に接近した。

## メディアでの表現
12号の計画の一部は、「フロム・ジ・アース/人類、月に立つ」というテレビシリーズの中で「そこにあるものがすべて (That's All There Is)」というタイトルでドラマ化されている。コンラッド、ゴードン、ビーンを演じたのは、それぞれポール・マクレーン (Paul McCrane)、トム・ヴェリカ (Tom Verica)、デイヴ・フォーリー (Dave Foley) だった。シリーズの第一話では、コンラッドの役はピーター・スコラーリ (Peter Scolari) が演じている。